# Pedilochilus parvulus
Pedilochilus parvulus är en orkidéart som beskrevs av Rudolf Schlechter. Pedilochilus parvulus ingår i släktet Pedilochilus och familjen orkidéer. Inga underarter finns listade i Catalogue of Life.